# Lane County (Kansas)
Lane County ist ein County im Bundesstaat Kansas der Vereinigten Staaten. Das U.S. Census Bureau hat bei der Volkszählung 2020 eine Einwohnerzahl von 1574 ermittelt.
Der Verwaltungssitz (County Seat) ist Dighton.  Dighton ist die einzige Stadt im Lane County. Das County gehört zu den Dry Countys, was bedeutet, dass der Verkauf von Alkohol eingeschränkt oder verboten ist.

## Geographie
Das County liegt im mittleren Westen von Kansas und hat eine Fläche von 1858 Quadratkilometern, wovon ein Quadratkilometer Wasserfläche ist. Es grenzt im Uhrzeigersinn an folgende Countys: Gove County, Ness County, Finney County und Scott County.

## Geschichte
Lane County wurde am 20. März 1873 gebildet. Benannt wurde es nach James H. Lane, einem US-Senator von Kansas.
Zwei Bauwerke und Stätten des Countys sind im National Register of Historic Places eingetragen (Stand 30. August 2017).

## Demografische Daten
Nach der Volkszählung im Jahr 2000 lebten im Lane County 2155 Menschen in 910 Haushalten und 613 Familien im Lane County. Die Bevölkerungsdichte betrug 1 Einwohner pro Quadratkilometer. Ethnisch betrachtet setzte sich die Bevölkerung zusammen aus 97,73 Prozent Weißen, 0,05 Prozent Afroamerikanern, 0,00 Prozent amerikanischen Ureinwohnern, 0,00 Prozent Asiaten, 0,05 Prozent Bewohnern aus dem pazifischen Inselraum und 0,51 Prozent aus anderen ethnischen Gruppen; 1,58 Prozent stammten von zwei oder mehr Ethnien ab. 1,44 Prozent der Bevölkerung waren spanischer oder lateinamerikanischer Abstammung.
Von den 910 Haushalten hatten 29,5 Prozent Kinder unter 18 Jahren, die mit ihnen gemeinsam lebten. 59,1 Prozent waren verheiratete, zusammenlebende Paare, 5,1 Prozent waren allein erziehende Mütter und 32,6 Prozent waren keine Familien. 30,3 Prozent aller Haushalte waren Singlehaushalte und in 16,5 Prozent lebten Menschen mit 65 Jahren oder darüber. Die Durchschnittshaushaltsgröße betrug 2,34 und die durchschnittliche Familiengröße betrug 2,91 Personen.
25,4 Prozent der Bevölkerung waren unter 18 Jahre alt. 5,4 Prozent zwischen 18 und 24 Jahre, 24,6 Prozent zwischen 25 und 44 Jahre, 24,1 Prozent zwischen 45 und 64 Jahre und 20,5 Prozent waren 65 Jahre alt oder älter. Das Durchschnittsalter betrug 42 Jahre. Auf 100 weibliche Personen kamen 100,3 männliche Personen. Auf 100 erwachsene Frauen ab 18 Jahren kamen 97,7 Männer.
Das jährliche Durchschnittseinkommen eines Haushalts betrug 36.047 USD, das Durchschnittseinkommen einer Familie betrug 41.892 USD. Männer hatten ein Durchschnittseinkommen von 29.429 USD, Frauen 20.446 USD. Das Prokopfeinkommen betrug 18.606 USD.
5,4 Prozent der Familien und 8,2 Prozent der Bevölkerung lebten unterhalb der Armutsgrenze.

## Orte im County
- Alamota
- Amy
- Dighton
- Healy
- Shields

Townships
- Alamota Township
- Cheyenne Township
- Dighton Township
- White Rock Township
- Wilson Township